# Matthias Zimmermann
Matthias Zimmermann (ca. 1990) is een Belgisch politicus voor de SP.

## Levensloop
Zimmermann behaalde het diploma van master in financiële analyse aan de HEC Management School in Luik en een master International Business Management aan de University of Applied Sciences in Aken. Hij werkte in 2015 enkele maanden als auditeur voor een investeringsfonds. Van 2016 tot 2022 was hij vervolgens medewerker van politicus Karl-Heinz Lambertz, in diens hoedanigheden als deelstaatsenator (2016-2019) en voorzitter van het Parlement van de Duitstalige Gemeenschap (2019-2022).  In juni 2022 ging hij aan de slag als financieel directeur bij het OCMW van Eupen.
In december 2015 werd hij verkozen tot voorzitter van de SP. Hij bleef deze functie uitoefenen tot in februari 2023 en werd toen opgevolgd door Linda Zwartbol.